# Johan II av Brabant
Johan II av Brabant (nederländska Jan II, franska Jean II, engelska John II), född 27 september 1275, död 27 oktober 1312 i Tervueren, var hertig av Brabant, hertig av Lothier och Limburg 1294-1312. Han kallas även "den fredlige".
Han var son till Johan I av Brabant "den segerrike" och Margaretha av Flandern.
8 juli 1290 gifte sig Johan med Margaret Plantagenet i Westminster Abbey, London. Hon var dotter till kung Edvard I av England och hans första make Eleanora av Kastilien. Äktenskapet gav endast ett barn, Johan III av Brabant.
Under Johan II fortsatte Brabant att stödja en koalition för att stoppa den franska expansionen. Han försökte att erövra södra Holland från den profranske greven Johan II av Holland, men misslyckades. Johan som led av njursten och ville att hans hertigdöme fredligt skulle överlämnas till sonen vid sin död, undertecknade 1312 det berömda Charter of Kortenberg.
Johan II begravdes i St. Michiel och St. Goedelekatedralen i Bryssel.